# 卡林娜 (加利福尼亞州)
卡林娜（英語：Kalina）是位於美國加利福尼亞州莫多克縣的一個非建制地區。該地的面積和人口皆未知。

## 地理
卡林娜的座標為41°59′43″N 120°25′13″W / 41.99528°N 120.42028°W，而該地的平均海拔高度為1234米（即4049英尺）。